# 2008년 KIA 타이거즈 시즌
2008년 KIA 타이거즈 시즌은 KIA 타이거즈가 KBO 리그에 참가한 8번째 시즌으로, 해태 타이거즈 시절까지 합하면 27번째 시즌이다. 조범현 감독이 본격적으로 팀을 이끈 첫 시즌으로, 팀은 용병 선수들의 릴레이 퇴출 - 주전선수들의 부상공백 탓인지  8팀 중 정규시즌 6위에 그쳐 2년 연속으로 포스트시즌 진출에 실패했다.

## 타이틀
- 베이징 올림픽 금메달: 이용규, 한기주, 윤석민
- 베이징 올림픽 대륙별 플레이오프 2위: 한기주, 이용규
- KBO 페어플레이상: 윤석민
- 제일화재 프로야구대상 재기상: 윤석민
- 스포츠토토 올해의 투수: 윤석민
- 스포츠조선 선정 야구 대표팀 포지션별 베스트9: 이종범 (외야수)
- 스포츠조선 선정 WBC 1차 후보선수 최강멤버: 윤석민 (구원투수)
- 고대신문 선정 고려대학교 역대 올스타: 선동열 (투수)
- 올스타 선발: 윤석민 (투수), 김종국 (2루수), 이종범 (외야수), 이용규 (외야수)
- 올스타전 추천선수: 한기주, 장성호
- 컴투스프로야구 2000년대 KIA 타이거즈 라인업: 윤석민 (선발투수), 김상훈 (포수), 김원섭 (좌익수)
- 컴투스프로야구 내일은 국가대표 라인업: 이용규 (중견수)
- 컴투스프로야구 선정 메이저리거 라인업: 서재응
- 고의4구: 장성호 (6)
- 평균자책점: 윤석민 (2.33)
- 타석 당 피투구수: 김원섭 (4.33)
- 이닝 당 출루허용률: 윤석민 (1.05)
- 피안타율: 윤석민 (0.214)
- 터프세이브: 한기주 (8)
- 선발 GSC: 이범석 (7월 4일 삼성전, 90)

### 퓨처스리그
- 퓨처스 올스타: 박근홍, 박진영, 유용목, 류은재
- 완봉: 김웅비 (1)

## 선수단
- 선발투수 : 윤석민, 이범석, 서재응, 디아즈, 데이비스, 이대진, 정민태, 리마, 전병두
- 구원투수 : 유동훈, 손영민, 임준혁, 곽정철, 박정규, 진해수, 전우엽, 양현종, 박근홍, 박경태, 문수호, 오준형
- 마무리투수 : 한기주, 고우석, 이동현, 장문석
- 포수 : 차일목, 김상훈, 송산, 이성우
- 1루수 : 장성호, 안재만, 김경언, 이영수
- 2루수 : 김종국, 박진영, 유용목
- 유격수 : 김선빈, 발데스
- 3루수 : 이현곤, 김주현, 김주형, 최용규, 김형철
- 좌익수 : 김원섭, 나지완, 강동우
- 중견수 : 이용규, 이호신, 류은재
- 우익수 : 이종범, 채종범
- 지명타자 : 이재주, 최경환, 심재학, 최희섭

## 여담
- 홈구장인 무등 야구장의 애스트로 터프를 필드 터프로 교체했다.
- 6월 12일에 열린 우리 히어로즈와의 경기가 6시간 17분동안 진행되어 KBO 리그 사상 최장 기간 경기로 남아있다. 이는 KBO 리그 사상 최초로 자정을 넘어서까지 진행된 경기이기도 하다.
- 이용규는 WAR 5.24로 역대 단일 시즌 0홈런 타자 중 최고 WAR 기록을 세웠다.
- 전우엽은 이 시즌까지 통산 피안타율 1.000으로 KBO 리그 역대 10대 투수 최고 기록을 세웠다.
- 정민태는 이 시즌을 끝으로 은퇴하여 KBO 리그 사상 월요일 경기 통산 최다 이닝(106), 최다 타수 상대(397) 기록을 세웠다.
- 김정수는 이 시즌에 KBO 퓨처스리그에서 통산 처음이자 마지막으로 투수로 등판해 0.1이닝을 소화했다. 이후 KBO 퓨처스리그에서의 추가 등판 없이 2012년 은퇴하여 KBO 퓨처스리그 사상 통산 최소 이닝 소화 투수가 되었다.

## 같이 보기
- 2007년 삼성 라이온즈 시즌